# Barbanègre
Pour les articles homonymes, voir Barbanègre (homonymie).
Le quartier Barbanègre est situé à l'est de la ville de Mulhouse. Il est situé entre le Nordfeld à l'ouest, le Drouot à l'est, le Rebberg et Riedisheim au sud et le Quartier Europe-Nouveau-Bassin   au nord.
Son nom est issu d'une ancienne caserne de Mulhouse située à cet endroit.
Administrativement le secteur est regroupé avec le quartier Drouot pour former l'ensemble Drouot - Barbanègre.
Un canal permettant de relier le Canal du Rhône au Rhin au Nouveau Bassin sépare le quartier Barbanègre du Drouot.